# Glatt muskulatur

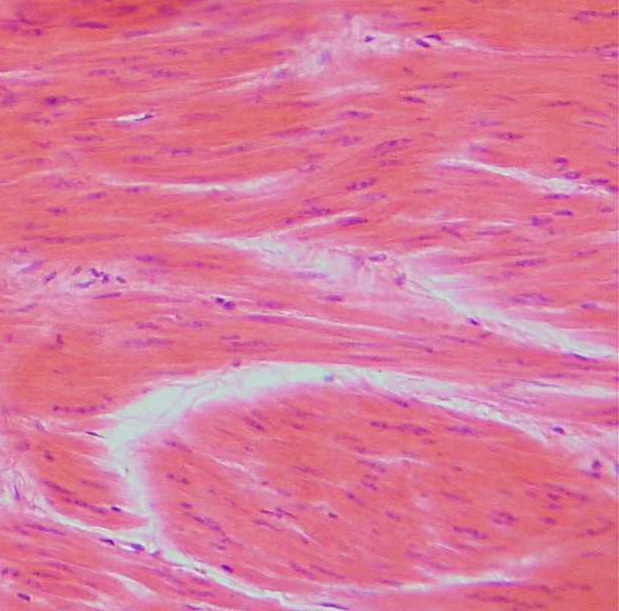
Glatta muskelceller

Glatt muskulatur är icke-tvärstrimmig muskelvävnad, som styrs av det autonoma nervsystemet (ej viljestyrda). Glatt muskulatur består av glatta muskelceller (lat. leiomyocyt).
Glatt muskulatur täcker väggarna i många av kroppens rörformiga håligheter, exempelvis luftstrupen, matstrupen och tarmsystemet. Blodkärl och inre organ innehåller också glatt muskulatur. Även i läderhuden i anslutning till hårfolliklar finns glatt muskulatur. Hjärtat är dock ingen glatt muskel utan en hjärtmuskel.
Cellerna i den glatta muskulaturen är mononukleära och de ligger mycket tätt. De är orienterade i samma riktning vilket syns i längssnitt, i histologiska snitt ser man också hur kärnan är spiral/spolformad om snittet fixerats under kontraktion.
Glatt muskulatur har förmåga att upprätthålla långvarig muskelkontraktion utan att förbruka mycket energi. Ett exempel på en sådan muskel som i princip ständigt är kontraherad är ringmuskeln i rectum.

## Kontraktion
Kontraktion av glatta muskelceller kan initieras av:
- Mekanisk stimulans; glatta muskelceller har sträckkänsliga jonkanalreceptorer
- Elektrisk depolarisering från efferenta nerver
- Kemisk stimulans; bland annat angiotensin II och vasopressin orsakar konstriktion av glatt muskulatur i blodkärl

Glatta muskelceller har förhållandevis lite sarkoplasmatiskt retikulum, och dess kontraktion är till stor del beroende av extracellulära Ca2+-koncentrationer.